# شهرستان ایتوامبا
شهرستان ایتوامبا (به انگلیسی: Itawamba County) یک منطقهٔ مسکونی در ایالات متحده آمریکا است که در میسیسیپی واقع شده‌است. شهرستان ایتوامبا ۱٬۳۹۸٫۶ کیلومتر مربع مساحت و ۲۳٬۴۰۱ نفر جمعیت دارد.